# Аралез (село)
Аралез (арм. Արալեզ) — населённый пункт в Армении в марзе Арарат.

## Расположение
Село располагается на железной дороге Ереван-Ерасх. За 10 километров к юго-востоку от села расположен Арташат, в 8 километрах северо-западней — город Арарат; в одном километре к северо-западу расположено село Норабац; в 3-х километрах западнее находится село Ванашен; на 3 километра к северу от Аралеза находится село Воскетап, а на расстоянии 1 км восточнее располагается село Нор Кянк.

## Этимология
Учёный-филолог Исрафил Аббаслы, который три года учился в селе, отмечал, что по словам проживавших тогда в селе старожил, бывшее название Каралар происходит от азербайджанского слова «темнеющий», «темнота» (азерб. qaralanan, qaraltı).

## История
По данным «Сборника сведений о Кавказе» за 1880 год в селе Караляр Эриванского уезда по сведениям 1873 года было 58 дворов и проживало 443 азербайджанца (указаны как «татары»), которые были шиитами.
По данным Кавказского календаря на 1912 год, в селе Каралар Эриванского уезда проживало 255 человек, в основном азербайджанцев, указанных как «татары».
В 1915 году в селе поселились переселенцы с Вана, с села Легк.
Согласно Постановлению Совета Министров СССР № 4083 от 23 декабря 1947 года часть жителей села Каралар Вединского района Армянской ССР в конце 40-х—начале 50-х годов было депортировано в Азербайджанскую ССР (подробнее см. статью «Депортация азербайджанцев из Армении (1947—1950)». Несмотря на давления со стороны властей, часть жителей села сумела уклониться от депортации.
До 1978 года носило название Каралар (азерб. Qaralar, арм. Ղարալար). До 1988 года в селе наряду с азербайджанцами бок о бок проживали армяне, курды-мусульмане и курды-езиды. С началом Карабахского конфликта между Арменией и Азербайджаном азербайджанцы и курды-мусульмане в 1988 году были вынуждены покинуть село.
На данный момент в селе имеется школа и библиотека.

## Население
| Год  | Численность | Численность |
| ---- | ----------- | ----------- |
| 1831 | 49          | [ 8 ]       |
| 1897 | 575         | [ 8 ]       |
| 1926 | 532         | [ 8 ]       |
| 1939 | 780         | [ 8 ]       |
| 1959 | 1181        | [ 8 ]       |
| 1970 | 1794        | [ 8 ]       |
| 1979 | 1942        | [ 8 ]       |
| 2001 | 2493        | [ 8 ]       |
| 2011 | 2243        | [ 9 ]       |